# هفتاد و پنجمین دوره جشنواره بین‌المللی فیلم ونیز

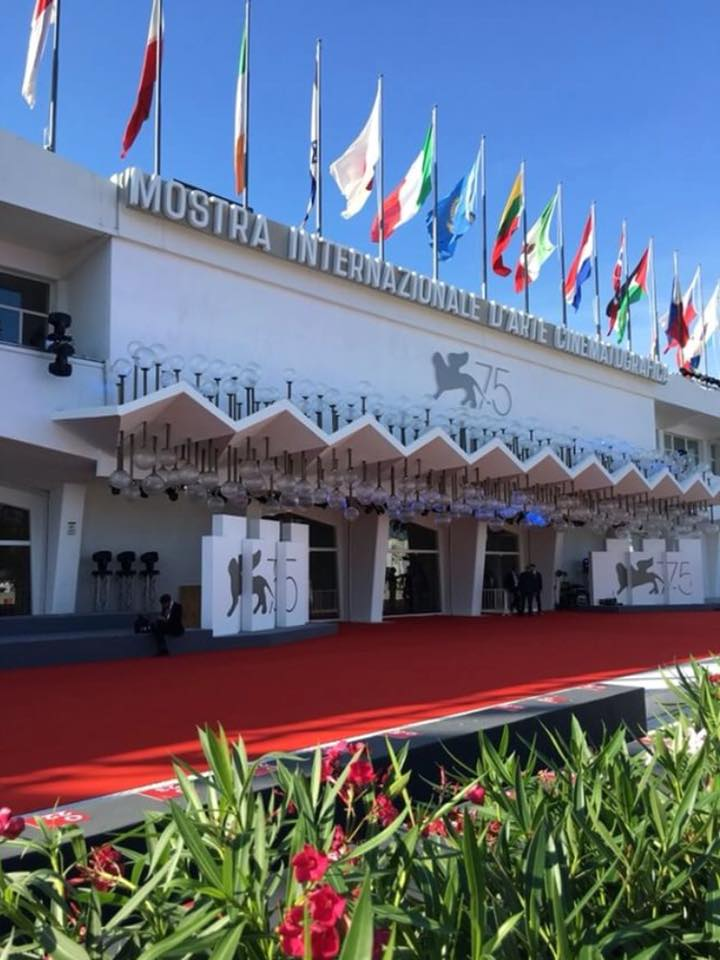
ورودی اصلی کاخ سینما در زمان جشنواره.

هفتاد و پنجمین دورهٔ جشنوارهٔ بین‌المللی فیلم ونیز (انگلیسی: 75th Venice International Film Festival) از ۲۹ اوت تا ۸ سپتامبر ۲۰۱۸ در ونیز برگزار شد. کارگردان مکزیکی گی‌یرمو دل تورو ریاست هیئت داوران این جشنواره را برعهده داشت. نخستین انسان, به کارگردانی دیمین شزل، فیلم افتتاحیهٔ جشنواره بود. میکله ریوندینو میزبان جشنواره بود و پوستر جشنواره را لورنتسو ماتوتی طراحی کرد. شیر طلایی به فیلم مکزیکی رما, به کارگردانی آلفونسو کوارون اهدا شد.

## هیئت داوران
رقابت اصلی
- گی‌یرمو دل تورو، کارگردان مکزیکی (رئیس هیئت داوران)[۶]
- سیلویا چانگ، بازیگر، نویسنده، خواننده، تهیه‌کننده و کارگردان تایوانی
- ترینه دورهلم، بازیگر، خواننده و ترانه‌پرداز دانمارکی
- نیکول گارسیا، بازیگر، کارگردان فیلم و فیلم‌نامه‌نویس فرانسوی
- پائولو جنووِسه، کارگردان فیلم، فیلم‌نامه‌نویس ایتالیایی
- ماوگوژاتا شوموفسکا، کارگردان و فیلم‌نامه‌نویس و تهیه‌کننده لهستانی
- تایکا وایتیتی، کارگردان فیلم، فیلم‌نامه‌نویس و بازیگر نیوزیلندی
- کریستف والتس، بازیگر اتریشی
- نائومی واتس، بازیگر بریتانیایی

## انتخاب رسمی

### مسابقه
فیلم‌های زیر برای رقابت اصلی بین‌المللی انتخاب شدند:
| عنوان                                   | عنوان اصلی                                  | کارگردان(ها)               | کشور                                |
| --------------------------------------- | ------------------------------------------- | -------------------------- | ----------------------------------- |
| متهم                                    | Acusada                                     | گونزالو توبال              | آرژانتین، مکزیک                     |
| بر دروازه ابدیت                         | At Eternity's Gate                          | جولیان اشنابل              | ایالات متحده، فرانسه                |
| تصنیف باستر اسکراگز                     | The Ballad of Buster Scruggs                | برادران کوئن               | ایالات متحده                        |
| کاپری-انقلاب                            | Capri-Revolution                            | ماریو مارتونه              | ایتالیا، فرانسه                     |
| دشمنان نزدیک                            | Frères ennemis                              | دیوید اولهوفن              | فرانسه، بلژیک                       |
| سوگلی                                   | The Favourite                               | یورگوس لانتیموس            | بریتانیا، ایرلند، ایالات متحده      |
| نخستین انسان                            | First Man                                   | دیمین شزل                  | ایالات متحده                        |
| کشتن                                    | 斬 (Zan)                                    | شینیا تسوکاموتو            | ژاپن                                |
| کوهستان                                 | The Mountain                                | ریک آلورسون                | ایالات متحده                        |
| زمان ما                                 | Our Time                                    | کارلوس ریگاداس             | مکزیک، فرانسه، آلمان، دانمارک، سوئد |
| هرگز روی برنگردان                       | Werk ohne Autor                             | فلوریان هنکل فون دونرسمارک | آلمان                               |
| بلبل                                    | The Nightingale                             | جنیفر کنت                  | استرالیا                            |
| زندگی دوگانه                            | Doubles vies                                | اولیویه آسایاس             | فرانسه                              |
| پیترلو                                  | Peterloo                                    | مایک لی                    | بریتانیا، ایالات متحده              |
| رما                                     | Roma                                        | آلفونسو کوارون             | مکزیک                               |
| برادران سیسترز                          | The Sisters Brothers                        | ژاک اودیار                 | فرانسه، بلژیک، رومانی، اسپانیا      |
| غروب                                    | Napszállta                                  | لاسلو نمش                  | مجارستان، فرانسه                    |
| سوسپیریا                                | Suspiria                                    | لوکا گوادانینو             | ایتالیا                             |
| ۲۲ ژوئیه                                | 22 July                                     | پل گرینگرس                 | ایالات متحده                        |
| وکس لوکس                                | Vox Lux                                     | بردی کوربت                 | ایالات متحده                        |
| چه کار خواهی کرد وقتی دنیا در آتش باشد؟ | What You Gonna Do When the World's on Fire? | روبرتو مینروینی            | ایتالیا، ایالات متحده، فرانسه       |

برندهٔ شیر طلایی ونیز

### خارج از مسابقه
فیلم‌های زیر برای نمایش در بخش خارج از مسابقه انتخاب شدند:
| داستانی               | داستانی                 | داستانی          | داستانی                            |
| عنوان                 | عنوان اصلی              | کارگردان(ها)     | کشور                               |
| --------------------- | ----------------------- | ---------------- | ---------------------------------- |
| ستاره‌ای متولد شده‌است  | A Star Is Born          | بردلی کوپر       | ایالات متحده                       |
| A Story With No Name  | Una Storia Senza Nome   | Roberto Andò     | ایتالیا، فرانسه                    |
| مصمم                  | Driven                  | Nick Hamm        | بریتانیا، ایالات متحده، پورتو ریکو |
| The Estimates         | Les Estivants           | ولری برونی تدسکی | فرانسه، ایتالیا                    |
|                       | L’amica geniale         | Saverio Costanzo | ایتالیا، بلژیک                     |
| My Masterpiece        | Mi Obra Maestra         | Gastón Duprat    | آرژانتین، اسپانیا                  |
|                       | A Tramway in Jerusalem  | عاموس گیتای      | اسرائیل، فرانسه                    |
| A People and His King | Un Peuple et Son Roi    | Pierre Schoeller | فرانسه، بلژیک                      |
| The Stillness         | La Quietud              | پابلو تراپرو     | آرژانتین                           |
|                       | Dragged Across Concrete | اس کریگ زالر     | کانادا، ایالات متحده               |
| سایه                  | Ying                    | ژانگ ییمو        | چین                                |

| غیرداستانی               | غیرداستانی                              | غیرداستانی                          | غیرداستانی                 |
| عنوان                    | عنوان اصلی                              | کارگردان(ها)                        | کشور                       |
| ------------------------ | --------------------------------------- | ----------------------------------- | -------------------------- |
| 1938 Different           | 1938 Diversi                            | Giorgio Treves                      | ایتالیا                    |
|                          | A Letter to a Friend in Gaza            | عاموس گیتای                         | اسرائیل                    |
|                          | American Dharma                         | ارول موریس                          | ایالات متحده، بریتانیا     |
|                          | Aquarela                                | Victor Kossakovsky                  | بریتانیا، آلمان            |
|                          | Carmine Street Guitars                  | Ron Mann                            | کانادا                     |
| El Pepe: A Supreme Life  | El Pepe: Una Vida Suprema               | امیر کوستوریتسا                     | آرژانتین، اروگوئه، صربستان |
| Introduction to the Dark | Introduzione All'Oscuro                 | Gastón Solnicki                     | آرژانتین، اتریش            |
|                          | ISIS, Tomorrow. The Lost Souls of Mosul | فرانسهsca Mannocchi Alessio Romenzi | ایتالیا، آلمان             |
|                          | Monrovia, Indiana                       | فردریک وایزمن                       | ایالات متحده               |
|                          | Process                                 | سرگئی لوزنیتسا                      | هلند                       |
| Your Face                | Ni De Lian                              | سای مینگ-لیانگ                      | تایوان                     |

| رویدادهای ویژه | رویدادهای ویژه                                    | رویدادهای ویژه    | رویدادهای ویژه              |
| عنوان          | عنوان اصلی                                        | کارگردان(ها)      | کشور                        |
| -------------- | ------------------------------------------------- | ----------------- | --------------------------- |
|                | Il diario di angela - noi due cineasti ‏(۹۰ دقیقه) | Yervant Gianikian | ایتالیا                     |
|                | They'll Love Me When I'm Dead ‏(۹۸ دقیقه)          | مورگان نویل       | ایالات متحده                |
| سوی دیگر باد   | The Other Side of the Wind ‏(۱۲۰ دقیقه)            | اورسن ولز         | ایالات متحده، ایران، فرانسه |

### افق‌ها
فیلم‌های زیر برای بخش افق‌ها انتخاب شدند:
| مسابقه افق‌ها             | مسابقه افق‌ها                  | مسابقه افق‌ها                      | مسابقه افق‌ها                       |
| عنوان                    | عنوان اصلی                    | کارگردان(ها)                      | کشور                               |
| ------------------------ | ----------------------------- | --------------------------------- | ---------------------------------- |
| On My Skin               | Sulla mia pelle               | Alessio Cremonini                 | ایتالیا                            |
| مانتا ری                 | Kraben Rahu                   | فونتی‌فونگ آرون‌فنگ                 | تایلند، فرانسه، چین                |
|                          | Soni                          | Ivan Ayr                          | هند                                |
| رودخانه                  | Ozen                          | امیر بایگازین                     | قزاقستان، لهستان، نروژ             |
|                          | شبی دوازده‌ساله                | Álvaro Brechner                   | اسپانیا، آرژانتین، اروگوئه، فرانسه |
|                          | Deslembro                     | Flavia Castro                     | برزیل، فرانسه، قطر                 |
| اعلام                    | Anons                         | محمد فاضل کاسکان                  | ترکیه، بلغارستان                   |
| Un giorno all'improvviso | If life gives you lemons      | Ciro D'Emilio                     | ایتالیا                            |
|                          | Charlie Says                  | ماری هرون                         | ایالات متحده                       |
|                          | Amanda                        | Mikhaël Hers                      | فرانسه                             |
| The Day I Lost My Shadow | Yom Adaatou Zouli             | Soudade Kaadan                    | سوریه، لبنان، فرانسه، قطر          |
|                          | L'Enkas                       | Sarah Marx                        | فرانسه                             |
| مردی که همه را شوکه کرد  | Tchelovek kotorij udivil vseh | Natasha Merkulova, Aleksey Chupov | روسیه، استونی، فرانسه              |
| Through the Holes        | Kucumbu tubuh indahku         | Garin Nugroho                     | اندونزی، استرالیا                  |
| همچنان که می‌مردم         | همچنان که می‌مردم              | مصطفی سیاری                       | ایران                              |
|                          | La profezia dell'armadillo    | Emanuele Scaringi                 | ایتالیا                            |
| Stripped                 | Erom                          | Yaron Shani                       | اسرائیل، آلمان                     |
| چینپا                    | Jinpa                         | پما سدن                           | چین                                |
| تل آویو در آتش           | Tel Aviv On Fire              | Same Zoabi                        | لوکزامبورگ، فرانسه، اسرائیل، بلژیک |

| مسابقه فیلم‌های کوتاه            | مسابقه فیلم‌های کوتاه      | مسابقه فیلم‌های کوتاه     | مسابقه فیلم‌های کوتاه  |
| عنوان                           | عنوان اصلی                | کارگردان(ها)             | کشور                  |
| ------------------------------- | ------------------------- | ------------------------ | --------------------- |
| هدیه                            | Kado                      | Aditya Ahmad             | اندونزی               |
| پاگرد                           | پاگرد                     | محسن بنی‌هاشمی            | ایران                 |
| L'été et tout le reste          |                           | Sven Bresser             | هلند                  |
| Gli anni                        |                           | Sara Fgaier              | ایتالیا، فرانسه       |
| Manila Is Full of Men Named Boy |                           | Andrew Stephen Lee       | فیلیپین، ایالات متحده |
| Leoforos Patision               | Patision Avenue           | Thanasis Neofotistos     | یونان                 |
| Los bastardos                   |                           | Tomas Posse              | آرژانتین              |
| All Inclusive                   |                           | Corina Schwingruber Ilić | سوئیس                 |
| Sex, strakh i gamburgery        | Sex, Fear, and Hamburgers | Eldar Shibanov           | قزاقستان              |
| Ninfe                           |                           | Isabella Torre           | ایتالیا               |
| Na li                           | Down There                | Yang Zhengfan            | چین، فرانسه           |
| Strano telo                     | Foreign Body              | Dušan Zorić              | صربستان               |

| فیلم‌های کوتاه – خارج از مسابقه | فیلم‌های کوتاه – خارج از مسابقه | فیلم‌های کوتاه – خارج از مسابقه    | فیلم‌های کوتاه – خارج از مسابقه |
| عنوان                          | عنوان اصلی                     | کارگردان(ها)                      | کشور                           |
| ------------------------------ | ------------------------------ | --------------------------------- | ------------------------------ |
|                                | Blu                            | Massimo D'Anolfi, Martina Parenti | ایتالیا                        |

برندهٔ جوایز افق‌ها برای بهترین فیلم بلند یا کوتاه

### کلاسیک‌های ونیز
فیلم‌های زیر برای نمایش در بخش ونیز کلاسیک انتخاب شدند:
| فیلم‌های کلاسیک مرمت‌شده            | فیلم‌های کلاسیک مرمت‌شده             | فیلم‌های کلاسیک مرمت‌شده | فیلم‌های کلاسیک مرمت‌شده        |
| عنوان                             | عنوان اصلی                         | کارگردان(ها)           | کشور                          |
| --------------------------------- | ---------------------------------- | ---------------------- | ----------------------------- |
| بدرود فیلیپین (۱۹۶۲)              | Adieu Philippine                   | ژاک روزیه              | فرانسه، ایتالیا               |
| عروج (۱۹۷۶)                       | Voskhozhdeniye                     | لاریسا شپیتکو          | روسیه                         |
| خشت و آینه (۱۹۶۴)                 | Khesht o Ayeneh                    | ابراهیم گلستان         | ایران                         |
| مرگ در ونیز (۱۹۷۱)                | Morte a Venezia                    | لوکینو ویسکونتی        | ایتالیا، فرانسه، ایالات متحده |
| گولم: او چگونه به دنیا آمد (۱۹۲۰) | Der Golem – Wie er in die Welt kam | پاول وگنر              | آلمان                         |
| شغل (۱۹۶۲)                        | Il posto                           | ارمانو اولمی           | ایتالیا                       |
| آدم‌کش‌ها (۱۹۴۶)                    | The Killers                        | رابرت سیودماک          | ایالات متحده                  |
| قاتلان (۱۹۶۴)                     | The Killers                        | دان سیگل               | ایالات متحده                  |
| سال گذشته در مارین‌باد (۱۹۶۱)      | L'année dernière à marienbad       | آلن رنه                | فرانسه، ایتالیا               |
| روباه دیوانه (۱۹۶۲)               | Koi ya koi nasuna koi              | اوچیدا تومو            | ژاپن                          |
| شهر برهنه (۱۹۴۸)                  | The Naked City                     | ژول داسن               | ایالات متحده                  |
| شب سن لورنزو (۱۹۸۲)               | La notte di San Lorenzo            | برادران تاویانی        | ایتالیا                       |
| هتلبان شب (۱۹۷۴)                  | Il portiere di notte               | لیلیانا کاوانی         | ایتالیا                       |
| هیچ چیز مقدس (۱۹۳۷)               | Nothing Sacred                     | ویلیام ولمن            | ایالات متحده                  |
| مکان بدون محدودیت (۱۹۷۷)          | El lugar sin límites               | آرتورو ریپستاین        | مکزیک                         |
| بعضی‌ها داغشو دوست دارن (۱۹۵۹)     | Some Like It Hot                   | بیلی وایلدر            | ایالات متحده                  |
| خیابان شرم (۱۹۵۶)                 | Akasen chitai                      | کنجی میزوگوچی          | ژاپن                          |
| آنها زنده هستند (۱۹۸۸)            | They Live                          | جان کارپنتر            | ایالات متحده                  |

| فیلم‌های مستند      | فیلم‌های مستند                                    | فیلم‌های مستند                         | فیلم‌های مستند |
| عنوان              | عنوان اصلی                                       | کارگردان(ها)                          | کشور          |
| ------------------ | ------------------------------------------------ | ------------------------------------- | ------------- |
| باستر کبیر: یک جشن | The Great Buster                                 | پیتر باگدانوویچ                       | ایالات متحده  |
|                    | Women Make Film: A New Road Movie Through Cinema | Mark Cousins                          | بریتانیا      |
|                    | Humberto Mauro                                   | André Di Mauro                        | برزیل         |
|                    | Living the Light – Robby Müller                  | Claire Pijman                         | هلند، آلمان   |
|                    | 24/25 Il fotogramma in più                       | Giancarlo Rolandi, Federico Pontiggia | ایتالیا       |
|                    | Nice Girls Don't Stay For Breakfast              | بروس وبر                              | ایالات متحده  |
|                    | Friedkin Uncut                                   | فرانسهsco Zippel                      | ایتالیا       |

بهترین فیلم یا مستند مرمت‌شده

### اسکوفینی
فیلم‌های زیر برای بخش اسکوفینی انتخاب شدند:
| مسابقهٔ افق‌ها | مسابقهٔ افق‌ها                    | مسابقهٔ افق‌ها       | مسابقهٔ افق‌ها |
| عنوان        | عنوان اصلی                      | کارگردان(ها)       | کشور         |
| ------------ | ------------------------------- | ------------------ | ------------ |
|              | Blood Kin                       | رامین بحرانی       | ایالات متحده |
|              | Il banchiere anarchico          | جولیو بازه         | ایتالیا      |
|              | Il ragazzo più felice del mondo | Gipi               | ایتالیا      |
|              | Arrivederci Saigon              | ویلما لاباته       | ایتالیا      |
| درخت زندگی   | The Tree of Life                | ترنس مالیک         | ایالات متحده |
|              | L'heure de la sortie            | Sébastien Marnier  | فرانسه       |
| فانوس جادویی | Magic Lantern                   | امیر نادری         | ایالات متحده |
|              | Camorra                         | Francesco Patierno | ایتالیا      |

## جوایز

### انتخاب رسمی
جوایز رسمی زیر در هفتاد و پنجمین دوره جشنواره ونیز اهدا شد:
بخش رقابتی
- شیر طلایی: رما اثر آلفونسو کوارون
- جایزه بزرگ هیئت داوران: سوگلی اثر یورگوس لانتیموس
- شیر نقره‌ای: برادران سیسترز اثر ژاک اودیار
- جام ولپی بهترین بازیگر زن: الیویا کلمن برای سوگلی
- جام ولپی بهترین بازیگر مرد: ویلم دفو برای بر دروازه ابدیت
- جایزهٔ بهترین فیلم‌نامه: تصنیف باستر اسکراگز اثر برادران کوئن
- جایزه ویژه هیئت داوران: بلبل اثر جنیفر کنت
- جایزه مارچلو ماسترویانی: بایکالی گانامبر برای بلبل

افق‌ها (اوریتزونتی)
- بهترین فیلم: مانتا ری اثر فوتی‌فونگ آرون‌فنگ
- بهترین کارگردان: رودخانه اثر امیر بایگازین
- جایزهٔ ویژهٔ هیئت داوران: اعلام اثر محمود فاضل کاسکان
- بهترین بازیگر زن: ناتالیا کودریاشووا برای مردی که همه را شوکه کرد
- بهترین بازیگر مرد: کایس نسیف برای تل آویو در آتش
- بهترین فیلم‌نامه: جینپا اثر پما سدن
- جایزهٔ افق‌ها برای بهترین فیلم کوتاه: هدیه اثر آدیتیا احمد

شیر آینده
- جایزهٔ لوئیجی د لورنتیس برای بهترین فیلم اول: روزی که سایه ام را گم کردم اثر سوداد کادان

جوایز ونیز کلاسیک
- بهترین فیلم مستند دربارهٔ سینما: باستر کبیر: یک جشن اثر پیتر باگدانوویچ
- بهترین فیلم مرمت‌شده: شب سن لورنزو اثر برادران تاویانی

جوایز ویژه
- شیر طلایی: دیوید کراننبرگ و ونسا ردگریو[۱۱][۱۲]

### بخش‌های مستقل
جوایز جنبی زیر به فیلم‌های بخش‌های مستقل اهدا شد:
هفتهٔ منتقدان بین‌المللی
- جایزهٔ تماشاگران سان فیلم گروپ: در حال ضبط اثر سعید البطل و غیاث ایوب
- جایزهٔ باشگاه فیلم ورونا: حیوانات بلوند اثر ماکسیم ماترای و آلکسیا والتر
- ماریو سراندری – جایزهٔ هتل سَتورنیا برای بهترین مشارکت تکنیکی: در حال ضبط اثر سعید البطل و غیاث ایوب

روزهای ونیز
- جایزهٔ SIAE: ماریو مارتونه برای زندگی هنری و آخرین اثر او، کاپری-انقلاب[۱۴]
- جایزهٔ کارگردانی GdA: عشق واقعی اثر کلر بورژه[۱۵]
- جایزهٔ انتخاب مردمی BNL: به خاطر بسپار اثر والریو میلی[۱۶]
- جایزهٔ لیبل سینماهای اروپا: لذت اثر سودابه مرتضایی[۱۷]
- جایزهٔ فیلم هرست: لذت اثر سودابه مرتضایی[۱۸]

### سایر جوایز جنبی
جوایز جنبی زیر به فیلم‌های بخش انتخاب رسمی اهدا شد:
- جایزهٔ آرکا سینماجووانی
  - بهترین فیلم ایتالیایی: کاپری-انقلاب اثر ماریو مارتونه
  - بهترین فیلم ونیز ۷۵: هرگز روی برنگردان اثر فلوریان هنکل فون دونرسمارک
- جایزهٔ برایِن: On My Skin اثر Alessio Cremonini (افق‌ها)
- جایزهٔ انریکو فولکینیونی – CICT-یونسکو: El Pepe: Una Vida Suprema اثر امیر کوستوریتسا (خارج از مسابقه)
- جایزهٔ FEDIC (فونداتسیونه ایتالیانا دِی چینه‌کلاب): On My Skin اثر Alessio Cremonini

تقدیر ویژه: Ricordi? اثر Valerio Mieli (روزهای ونیز)
Mention FEDIC Il Giornale del Cibo:‏ I villani اثر Daniele De Michele (روزهای ونیز)
- فدراسیون بین‌المللی منتقدان فیلم:
  - بهترین فیلم (رقابت اصلی): غروب اثر لاسلو نمش
  - بهترین فیلم (سایر بخش‌ها): در حال ضبط اثر سعید البطل و غیاث ایوب (هفتهٔ منتقدان بین‌المللی)
- جایزهٔ جیو پونته کروو (بهترین تولید مشترک فیلم اول): The Road Not Taken اثر Tang Gaopeng
- جایزهٔ گرین دراپ: بر دروازه ابدیت اثر جولیان اشنابل
- جایزهٔ لانترنا ماجیکا (CGS):‏ Amanda‏ اثر Mikhael Hers (افق‌ها)
- جایزهٔ Leoncino d'Oro Agiscuola per il Cinema:‏ Never Look Away اثر Florian Henckel von Donnersmarck
  - جایزهٔ Cinema for UNICEF: چه کار خواهی کرد وقتی دنیا در آتش باشد؟ اثر Roberto Minervini
- شیر دگرباشی: Josè اثر Li Cheng (روزهای ونیز)[۲۰]
- جایزهٔ SIGNIS: رما اثر آلفونسو کوارون

تقدیر ویژه: ۲۲ ژوئیه اثر پل گرینگرس
- سی اسمیثرز جایزهٔ بنیاد – CICT-یونسکو: ستاره‌ای متولد شده‌است اثر بردلی کوپر

تقدیر ویژه: کوهستان اثر ریک آلورسون
- جایزهٔ روبر برسون: لیلیانا کاوانی[۲۱]
- جایزهٔ فرانکا سوتزانی: سلما هایک
- جایزهٔ کمپاری پشن برای سینما: باب مورافسکی برای سوی دیگر باد
- جایزهٔ پیترو بیانکی: کارلو وردون
- جایزهٔ فونداتسیونه میمو روتلا: جولیان اشنابل و ویلم دفو برای بر دروازه ابدیت[۲۲]